# Claudia Andreatti
Claudia Andreatti (n. 29 martie 1987, Trento) este o moderatoare TV și fotomodel italian, care a fost aleasă Miss Italia în 2006.

## Date biografice
Andreatti a urmat școala în Pergine și Trient (Trento), iar ulterior a fost un an în El Paso, Texas. După ce a fost aleasă Miss Italia a început să lucreze ca moderatoare la Rai 1. La 9 iulie 2010 s-a căsătorit cu avocatul Enzo La Rocca.